# Torino Football Club 2014-2015
Questa voce raccoglie le informazioni riguardanti il Torino Football Club nelle competizioni ufficiali della stagione 2014-2015.

## Stagione

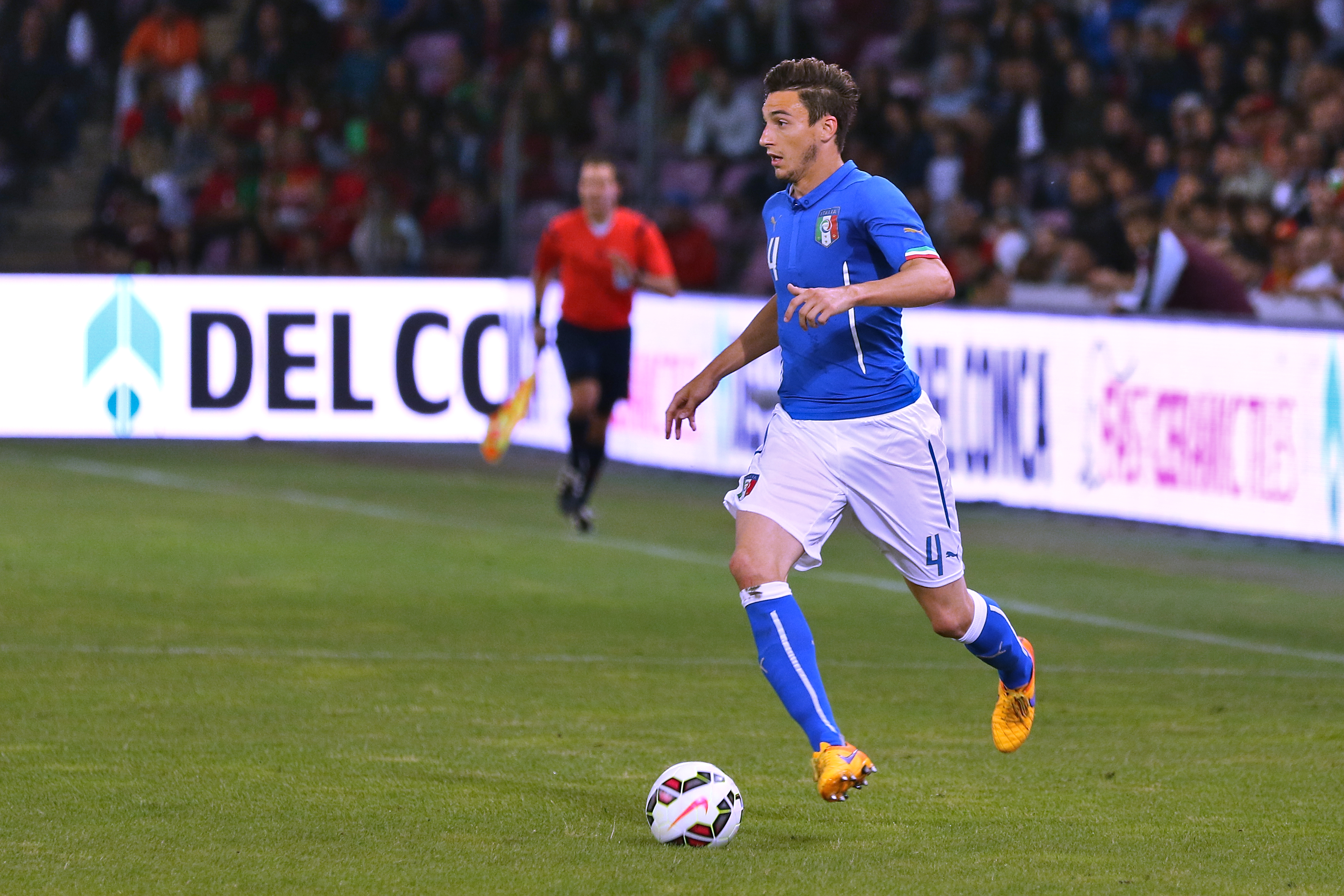
Matteo Darmian, protagonista della stagione granata e vincitore del Pallone Azzurro 2014

La stagione 2014-15 è quella del ritorno granata nelle coppe europee, a 12 anni dall'Intertoto. Sul mercato la squadra perde Immobile e Cerci, entrambi ceduti all'estero. Riprende invece Quagliarella, che nel 2000 fece esordire in A. Il Torino esordisce ufficialmente nel terzo turno preliminare di Europa League: qui ha la meglio sullo svedese Brommapojkarna, battendolo 3-0 all'andata e 4-0 al ritorno. Nei play-off affronta, poi, i croati del RNK Spalato: pareggia 0-0, per poi vincere 1-0 qualificandosi alla fase a gironi. Il sorteggio assegna la formazione al gruppo B. In campionato la prima avversaria è l'Inter, a sua volta impegnata in Europa: all'Olimpico finisce 0-0, con un rigore fallito dai granata e i nerazzurri che chiudono in 10. Nelle ultime ore di mercato, viene perfezionato l'acquisto dell'ex bianconero Amauri. Battuta dalla Sampdoria e dal Verona nei turni successivi, in coppa la squadra ottiene il primo punto con uno 0-0 in Belgio grazie anche alla buona prestazione del portiere Gillet (al rientro in campo dopo una squalifica di 13 mesi). Sconfigge poi il Copenaghen, con un rigore di Quagliarella nel recupero. In campionato, dopo aver battuto il Cagliari e parreggiato in casa contro la Fiorentina, arriva però una sconfitta per mano del Napoli, anch'esso sceso in campo il giovedì. Alla ripresa del campionato, un gol di Quagliarella all'Udinese (una delle società per cui è stato tesserato) vale i 3 punti: nell'impegno infrasettimanale di Europa League, i granata battono l'Helsinki andando in vetta al raggruppamento. Conquistati 4 punti in 3 gare di campionato e essendo al 12º posto, la quarta giornata della fase a gironi porta il primo knock out europeo: i finlandesi si rifanno dell'andata, vincendo 2-1. Si chiudono male anche i successivi incontri, che il Torino perde con Roma e Sassuolo e con la zona retrocessione distante a soli 3 punti. Lo 0-0 col Club Brugge precede il derby con la Juventus, perso nei minuti finali. La squadra pareggia poi col Palermo ma sono al quartultimo posto: 4 giorni più tardi si qualifica per i sedicesimi di coppa, dilagando per 5-1 sul campo dei danesi. Le ultime 2 gare dell'anno solare vedono uno 0-0 a Empoli e un 2-1 casalingo sul Genoa. Il girone d'andata si chiude con due pareggi contro Chievo e Milan seguito da una vittoria in trasferta per 3-2 contro il Cesena. Nel 2015 il Torino viene eliminato dalla Lazio in Coppa Italia: il girone di ritorno comincia, al contrario, con una vittoria in casa dell'Inter che mancava dal 14 febbraio 1988. Segue il 5-1 rifilato ai doriani, con tripletta di Quagliarella, e un 3-1 sul Verona, e vedono i granata competere per un posto in Europa League. In Europa, per la fase a eliminazione diretta, sfida l'Athletic Bilbao: dopo il 2-2 dell'andata, vince 3-2 al ritorno entrando negli ottavi. La domenica seguente ha la meglio anche sul Napoli, che cade 1-0 nel capoluogo piemontese. In coppa è fermato dallo Zenit, contro cui perde per un punteggio totale di 1-2. Il campionato prosegue con 2 altri ko contro Udinese e Lazio, seguiti da due vittorie e due pareggi. Il 26 aprile, dopo oltre 20 anni, la stracittadina torna però a tingersi di granata: la vittoria per 2-1, inoltre, costringe i bianconeri a rinviare la festa del possibile scudetto, oltre ad essere a soli 3 punti dalla zona Europa League. Gli ultimi turni di campionato, le sconfitte contro Empoli, Genoa e Milan fanno svanire la possibilità di accedere alle coppe europee per l'annata 2015-16, col Torino che finisce al nono posto piazzandosi tra Inter e Milan.. Matteo Darmian, forte di 10.925 preferenze (pari al 32% dei voti espressi) si aggiudica il Pallone Azzurro del 2014; inoltre il difensore, bissando il riconoscimento della precedente stagione, viene confermato nella squadra dell'anno AIC per il 2015. Nell'ambito degli eventi di Torino 2015 Capitale Europea dello Sport viene intitolato un giardino a Ferruccio Novo, presidente del Grande Torino, e un altro a Vittorio Pozzo, giocatore del Toro dal 1906 al 1911 e poi allenatore granata dal 1912 al 1922.

## Divise e sponsor

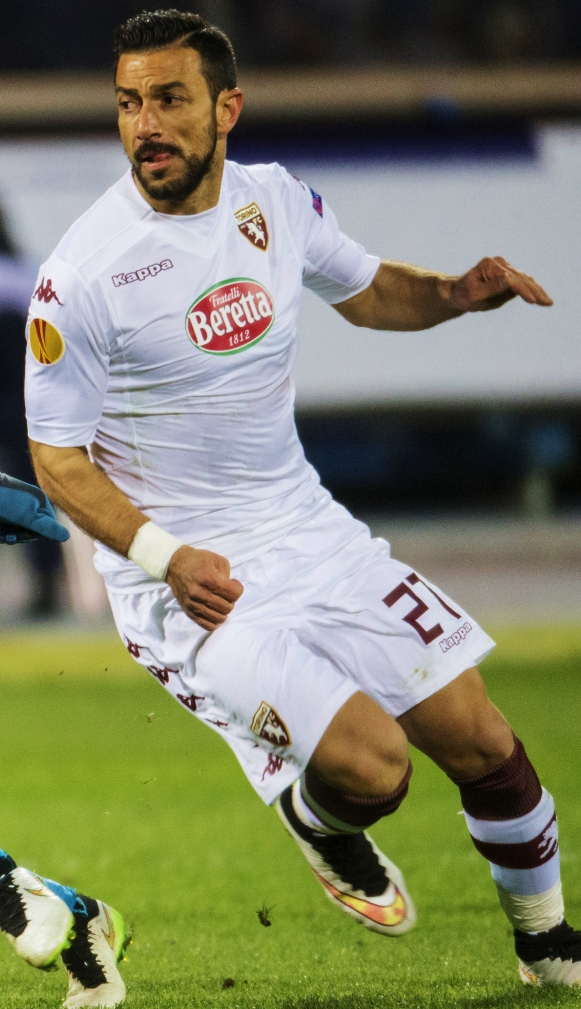
Fabio Quagliarella, tornato al Torino dopo nove anni, con la divisa away della stagione 2014-2015

Lo sponsor tecnico per la stagione è Kappa per la settima stagione consecutiva. La prima divisa presenta: maglia granata, pantaloncini granata e calzettoni granata con risvolto bianco. La seconda divisa è invece bianca, con calzoncini bianchi e calzettoni bianchi con risvolto granata. La terza divisa è azzurra con inserti granata, calzoncini azzurri e calzettoni azzurri con risvolti granata. Per quanto riguarda i portieri, sarà a disposizione principalmente una divisa di colore nero. Il Torino conferma come sponsor principale l'azienda di salumi Beretta e come secondo sponsor il marchio giapponese Suzuki.
| Casa | Casa UEL | Trasferta | Terza divisa |

## Organigramma societario
Dal sito internet della società:
Consiglio di Amministrazione
- Presidente: Urbano Cairo
- Vice Presidente: Giuseppe Cairo
- Consiglieri: Giuseppe Ferrauto, Uberto Fornara, Marco Pompignoli

Area organizzativa
- Direttore generale: Antonio Comi
- Direttore sportivo: Gianluca Petrachi
- Team Manager: Giacomo Ferri

Area Tecnica
- Allenatore: Gian Piero Ventura
- Allenatore in seconda: Salvatore Sullo
- Allenatore dei portieri: Giuseppe Zinetti
- Preparatori atletici: Alessandro Innocenti, Paolo Solustri
- Preparatore tecnico: Louis Rodoni Iribarnegaray

Segreteria
- Segretario Generale: Pantaleo Longo
- Segreteria: Sonia Pierro

Area Commerciale e Progetti Speciali
- Direzione Commerciale: Cairo Pubblicità

Area Marketing e Comunicazione
- Responsabile Marketing, New Media e Relazioni esterne: Alberto Barile
- Responsabile Ufficio Stampa: Piero Venera
- Ufficio Stampa: Andrea Canta

Area Amministrativa
- Direttore Amministrativo: Luca Boccone

Area sanitaria
- Responsabile Sanitario: Gianfranco Albertini
- Medico Sociale: Paolo Gola
- Fisioterapista: Eugenio Piccoli
- Massofisioterapisti: Silvio Fortunato, Paolo Mattana
- Fisioterapista - Osteopata: Massimiliano Greco

Area Stadio Olimpico, Biglietteria e Club
- Responsabile e Delegato Stadio: Fabio Bernardi
- Addetto Biglietteria: Dario Mazza

Dirigente Addetto agli Arbitri
- Dirigente Addetto agli Arbitri: Paolo Ravizza

Magazzino
- Magazzinieri Prima Squadra: Giuseppe Fioriti, Marco Pasin, Antonio Vigato.

## Rosa

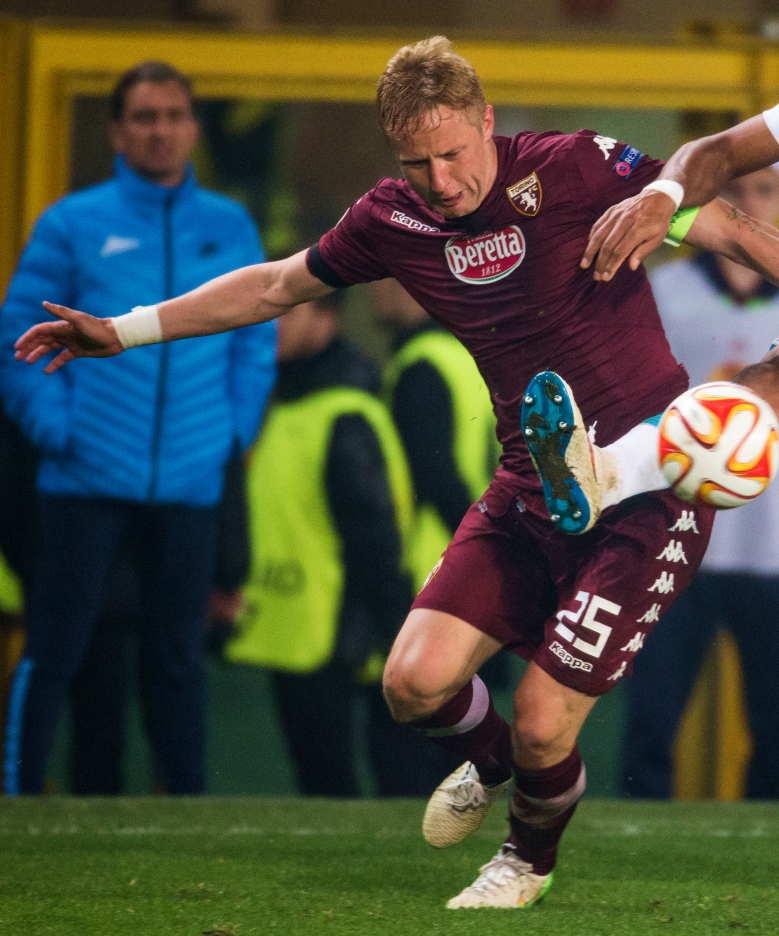
Kamil Glik, capitano del Torino, in azione nel corso della sfida di Europa League contro i russi dello

| N. |                      | Ruolo | Calciatore           |
| -- | -------------------- | ----- | -------------------- |
| 1  | Belgio (bandiera)    | P     | Jean François Gillet |
| 1  | Uruguay (bandiera)   | P     | Salvador Ichazo      |
| 3  | Italia (bandiera)    | D     | Cristian Molinaro    |
| 4  | Albania (bandiera)   | C     | Migjen Basha         |
| 5  | Italia (bandiera)    | D     | Cesare Bovo          |
| 6  | Spagna (bandiera)    | C     | Ruben Pérez          |
| 7  | Marocco (bandiera)   | C     | Omar El Kaddouri     |
| 8  | Svezia (bandiera)    | C     | Alexander Farnerud   |
| 9  | Argentina (bandiera) | A     | Marcelo Larrondo     |
| 10 | Brasile (bandiera)   | A     | Paulo Barreto        |
| 11 | Argentina (bandiera) | A     | Maxi López           |
| 13 | Italia (bandiera)    | P     | Luca Castellazzi     |
| 14 | Italia (bandiera)    | C     | Alessandro Gazzi     |
| 15 | Uruguay (bandiera)   | C     | Álvaro González      |
| 17 | Venezuela (bandiera) | A     | Josef Martínez       |
| 18 | Svezia (bandiera)    | D     | Pontus Jansson       |
| 19 | Serbia (bandiera)    | D     | Nikola Maksimović    |
| 20 | Italia (bandiera)    | C     | Giuseppe Vives       |
| 21 | Uruguay (bandiera)   | D     | Gastón Silva         |
| 22 | Serbia (bandiera)    | P     | Vlada Avramov        |

| N. |                       | Ruolo | Calciatore          |
| -- | --------------------- | ----- | ------------------- |
| 22 | Italia (bandiera)     | A     | Amauri              |
| 23 | Italia (bandiera)     | C     | Antonio Nocerino    |
| 24 | Italia (bandiera)     | D     | Emiliano Moretti    |
| 25 | Polonia (bandiera)    | D     | Kamil Glik (c)      |
| 27 | Italia (bandiera)     | A     | Fabio Quagliarella  |
| 28 | Argentina (bandiera)  | C     | Juan Sánchez Miño   |
| 29 | Montenegro (bandiera) | D     | Marko Vešović       |
| 30 | Italia (bandiera)     | P     | Daniele Padelli     |
| 32 | Italia (bandiera)     | D     | Salvatore Masiello  |
| 33 | Brasile (bandiera)    | D     | Bruno Peres         |
| 36 | Italia (bandiera)     | D     | Matteo Darmian      |
| 45 | Argentina (bandiera)  | A     | Facundo Lescano     |
| 77 | Italia (bandiera)     | P     | Alfred Gomis        |
| 90 | Italia (bandiera)     | A     | Simone Rosso        |
| 91 | Italia (bandiera)     | C     | Giovanni Graziano   |
| 92 | Italia (bandiera)     | D     | Federico Caronte    |
| 94 | Italia (bandiera)     | C     | Marco Benassi       |
| 96 | Italia (bandiera)     | P     | Nicholas Lentini    |
| 97 | Italia (bandiera)     | A     | Simone Edera        |
| 98 | Italia (bandiera)     | D     | Alessandro Dalmasso |

## Calciomercato

### Sessione estiva(dal 1º/7 al 1º/9)
| Acquisti         | Acquisti           | Acquisti                  | Acquisti                                   |
| R.               | Nome               | da                        | Modalità                                   |
| ---------------- | ------------------ | ------------------------- | ------------------------------------------ |
| P                | Vlada Avramov      | -                         | svincolato                                 |
| P                | Luca Castellazzi   | -                         | svincolato                                 |
| P                | Alfred Gomis       | Crotone                   | fine prestito                              |
| D                | Pontus Jansson     | -                         | svincolato                                 |
| D                | Nikola Maksimović  | Apollōn Limassol          | definitivo (3,5 milioni €)                 |
| D                | Cristian Molinaro  | -                         | svincolato                                 |
| D                | Bruno Peres        | Santos                    | definitivo (1,8 milioni €)                 |
| D                | Gastón Silva       | Defensor                  | definitivo (2,3 milioni €)                 |
| C                | Marco Benassi      | Inter                     | compartecipazione                          |
| C                | Omar El Kaddouri   | Napoli                    | prestito                                   |
| C                | Antonio Nocerino   | Milan                     | prestito                                   |
| C                | Ruben Pérez        | Atlético Madrid           | prestito oneroso con diritto di riscatto   |
| C                | Juan Sánchez Miño  | Boca Juniors              | definitivo (3,2 milioni €)                 |
| A                | Amauri             | Parma                     | definitivo (0 €)                           |
| A                | Paulo Barreto      | Udinese                   | riscatto compartecipazione (0,8 milioni €) |
| A                | Ciro Immobile      | Juventus                  | riscatto compartecipazione (8 milioni €)   |
| A                | Marcelo Larrondo   | Siena                     | riscatto compartecipazione                 |
| A                | Josef Martínez     | Young Boys                | definitivo (3,8 milioni €)                 |
| A                | Fabio Quagliarella | Juventus                  | definitivo (3,5 milioni €)                 |
| Altre operazioni |                    |                           |                                            |
| R.               | Nome               | da                        | Modalità                                   |
| D                | Marco Chiosa       | Bari                      | fine prestito                              |
| D                | Davide Cinaglia    | Feralpisalò               | riscatto compartecipazione                 |
| C                | Giorgio Fumana     | Bra                       | fine prestito                              |
| C                | Emanuele Gatto     | Lumezzane                 | riscatto compartecipazione                 |
| C                | Nicolás Gorobsov   | SSU Politehnica Timișoara | fine prestito                              |
| C                | Alen Stevanović    | Palermo                   | fine prestito                              |
| C                | Sergiu Suciu       | Juve Stabia               | fine prestito                              |
| A                | Abou Diop          | Crotone                   | fine prestito                              |
| A                | Abdulai Muniru     |                           | definitivo                                 |
| A                | Vittorio Parigini  | Juve Stabia               | fine prestito                              |
| A                | Ilyos Zeytullayev  | HNK Gorica                | fine prestito                              |

| Cessioni         | Cessioni              | Cessioni          | Cessioni                                    |
| R.               | Nome                  | a                 | Modalità                                    |
| ---------------- | --------------------- | ----------------- | ------------------------------------------- |
| P                | Vlada Avramov         | Atalanta          | prestito                                    |
| P                | Tommaso Berni         |                   | fine contratto                              |
| P                | Alfred Gomis          | Avellino          | prestito                                    |
| P                | Lys Gomis             | Trapani           | prestito                                    |
| D                | Antonio Barreca       | Cittadella        | prestito                                    |
| D                | Giovanni Pasquale     | Udinese           | fine prestito                               |
| D                | Guillermo Rodríguez   | Verona            | definitivo (0,365 milioni €)                |
| D                | Marko Vešović         | Rijeka            | prestito                                    |
| C                | Alessandro Comentale  | Como              | prestito                                    |
| C                | Omar El Kaddouri      | Napoli            | riscatto compartecipazione (1,6 milioni €)  |
| C                | Jasmin Kurtić         | Sassuolo          | fine prestito                               |
| C                | Panagiōtīs Tachtsidīs | Catania           | fine prestito                               |
| A                | Mattia Aramu          | Trapani           | prestito                                    |
| A                | Alessio Cerci         | Atlético Madrid   | definitivo (16 milioni € + 3 di bonus)      |
| A                | Emmanuel Gyasi        | Pisa              | prestito                                    |
| A                | Ciro Immobile         | Borussia Dortmund | definitivo (19,8 milioni € + bonus)         |
| A                | Riccardo Meggiorini   |                   | fine contratto                              |
| Altre operazioni |                       |                   |                                             |
| R.               | Nome                  | da                | Modalità                                    |
| P                | Umberto Saracco       |                   | fine contratto                              |
| D                | Marco Chiosa          | Avellino          | prestito                                    |
| D                | Davide Cinaglia       | Ascoli            | definitivo                                  |
| D                | Riccardo Fiamozzi     | Varese            | riscatto compartecipazione (0,09 milioni €) |
| D                | Andrea Ientile        | Südtirol          | prestito                                    |
| D                | Stefano Ignico        |                   | fine contratto                              |
| D                | Luca Isoardi          | Bra               | definitivo                                  |
| D                | Filippo Scaglia       | Cittadella        | compartecipazione (0,3 milioni €)           |
| C                | Nicola Bellomo        | Chievo            | riscatto compartecipazione (0,4 milioni €)  |
| C                | Lorenzo Coccolo       |                   | fine contratto                              |
| C                | Marco Firriolo        | Cuneo             | riscatto compartecipazione                  |
| C                | Giorgio Fumana        | Lumezzane         | definitivo                                  |
| C                | Emanuele Gatto        | Siena             | contropartita tecnica per Marcelo Larrondo  |
| C                | Nicolás Gorobsov      |                   | rescissione consensuale                     |
| C                | Umberto Miello        | Monza             | definitivo                                  |
| C                | Luca Parodi           | Ancona            | prestito                                    |
| C                | Alen Stevanović       | Bari              | prestito con diritto di riscatto            |
| C                | Sergiu Suciu          | Crotone           | prestito                                    |
| A                | Matteo Colombi        | Inter             | fine prestito                               |
| A                | Gianmario Comi        | Milan             | comproprietà (0,35 milioni €)               |
| A                | Abou Diop             | Ternana           | prestito                                    |
| A                | Abdulai Muniru        | HNK Gorica        | svincolato                                  |
| A                | Vittorio Parigini     | Perugia           | prestito                                    |
| A                | Alessio Vita          | Monza             | riscatto compartecipazione                  |
| A                | Ilyos Zeytullayev     |                   | fine contratto                              |

### Sessione invernale(dal 5/1 al 2/2)
| Acquisti         | Acquisti             | Acquisti          | Acquisti                         |
| R.               | Nome                 | da                | Modalità                         |
| ---------------- | -------------------- | ----------------- | -------------------------------- |
| P                | Salvador Ichazo      | Danubio           | prestito con diritto di riscatto |
| C                | Álvaro González      | Lazio             | prestito con diritto di riscatto |
| A                | Maxi López           | Chievo            | definitivo                       |
| Altre operazioni |                      |                   |                                  |
| R.               | Nome                 | da                | Modalità                         |
| P                | Ricardo Abachisti    | Terracina         | fine prestito                    |
| P                | Fabio D'Errico       | Chisola Calcio    | prestito                         |
| P                | Alessandro Poggio    | Borgaro Torinese  | prestito                         |
| D                | Francesco Ferrari    | Juventus          | prestito                         |
| D                | Alex Ferrero         | Chieri            | fine prestito                    |
| D                | Omar Amello          | Colline Alfieri   | prestito                         |
| D                | Alessio Contorno     | Collegno Paradiso | fine prestito                    |
| D                | Luca Menini          | Mantova           | prestito con diritto di riscatto |
| C                | Alen Stevanović      | Bari              | fine prestito                    |
| C                | Alessandro Comentale | Como              | fine prestito                    |
| C                | Gianvincenzo Martino | Foggia            | prestito                         |
| A                | Abou Diop            | Ternana           | fine prestito                    |
| A                | Edoardo Lo Iacono    | Il Delfino        | prestito                         |
| A                | Gregory Politanò     | Albese            | fine prestito                    |
| A                | Daniele Ferrandino   | Alpignano         | fine prestito                    |
| A                | Emmanuel Gyasi       | Pisa              | fine prestito                    |
| A                | Francesco Serafino   | Boca Juniors      | definitivo                       |

| Cessioni         | Cessioni             | Cessioni        | Cessioni                         |
| R.               | Nome                 | a               | Modalità                         |
| ---------------- | -------------------- | --------------- | -------------------------------- |
| P                | Jean François Gillet | Catania         | definitivo                       |
| C                | Antonio Nocerino     | Milan           | fine prestito                    |
| C                | Rubén Pérez          | Atlético Madrid | fine prestito                    |
| A                | Marcelo Larrondo     | Tigre           | prestito con diritto di riscatto |
| Altre operazioni |                      |                 |                                  |
| R.               | Nome                 | da              | Modalità                         |
| P                | Nicholas Lentini     | Bari            | prestito con diritto di riscatto |
| D                | Federico Caronte     | Udinese         | prestito con diritto di riscatto |
| C                | Alen Stevanović      | Spezia          | prestito                         |
| C                | Alessandro Comentale | Monza           | prestito                         |
| C                | Francesco Tahiraj    | Carpi           | prestito                         |
| A                | Abou Diop            | Matera          | prestito                         |
| A                | Emmanuel Gyasi       | Mantova         | prestito con diritto di riscatto |
| A                | Valerio Trani        | Roma            | fine prestito                    |

#### Trasferimenti dopo la sessione invernale
| Cessioni | Cessioni          | Cessioni         | Cessioni                         |
| R.       | Nome              | a                | Modalità                         |
| -------- | ----------------- | ---------------- | -------------------------------- |
| C        | Juan Sánchez Miño | Estudiantes (LP) | prestito con diritto di riscatto |

## Risultati

### Serie A

#### Girone di andata
| Torino 31 agosto 2014, ore 20:45 UTC+2 1ª giornata | Torino        | 0 – 0 referto | Inter | Stadio Olimpico (25.824 spett.)\| Arbitro: \| Doveri (Roma) \| |
| Arbitro:                                           | Doveri (Roma) |               |       |                                                                |

| Arbitro: | Mazzoleni (Bergamo) |

|                          |           |  |
| Gabbiadini 34’ Okaka 79’ | Marcatori |  |

| Arbitro: | Banti (Livorno) |

|  |           |            |
|  | Marcatori | 66’ Ionita |

| Arbitro: | Irrati (Pistoia) |

|           |           |                           |
| Cossu 11’ | Marcatori | 21’ Glik 29’ Quagliarella |

| Arbitro: | Valeri (Roma) |

|                  |           |             |
| Quagliarella 62’ | Marcatori | 78’ Babacar |

| Arbitro: | Massa (Imperia) |

|                          |           |                  |
| Insigne 55’ Callejón 72’ | Marcatori | 14’ Quagliarella |

| Arbitro: | Russo (Nola) |

|                  |           |  |
| Quagliarella 62’ | Marcatori |  |

| Arbitro: | Giacomelli (Trieste) |

|                      |           |              |
| Biglia 15’ Klose 60’ | Marcatori | 53’ Farnerud |

| Arbitro: | Rocchi (Firenze) |

|             |           |  |
| Darmian 10’ | Marcatori |  |

| Torino 2 novembre 2014, ore 15:00 UTC+1 10ª giornata | Torino               | 0 – 0 referto | Atalanta | Stadio Olimpico (13.489 spett.)\| Arbitro: \| Cervellera (Taranto) \| |
| Arbitro:                                             | Cervellera (Taranto) |               |          |                                                                       |

| Arbitro: | Banti (Livorno) |

|                                   |           |  |
| Torosidis 8’ Keita 27’ Ljajić 58’ | Marcatori |  |

| Arbitro: | Rizzoli (Bologna) |

|  |           |                  |
|  | Marcatori | 87’ Floro Flores |

| Arbitro: | Orsato (Schio) |

|                              |           |           |
| Vidal 15’ (rig.) Pirlo 90+3’ | Marcatori | 22’ Peres |

| Arbitro: | Giacomelli (Trieste) |

|                       |           |                       |
| Martinez 35’ Glik 63’ | Marcatori | 16’ Rigoni 44’ Dybala |

| Empoli 15 dicembre 2014, ore 19:00 UTC+1 15ª giornata | Empoli             | 0 – 0 referto | Torino | Stadio Carlo Castellani (7.796 spett.)\| Arbitro: \| Calvarese (Teramo) \| |
| Arbitro:                                              | Calvarese (Teramo) |               |        |                                                                            |

| Arbitro: | Tommasi (Bassano del Grappa) |

|               |           |            |
| Glik 52’, 63’ | Marcatori | 42’ Falque |

| Verona 6 gennaio 2015, ore 15:00 UTC+1 17ª giornata | Chievo           | 0 – 0 referto | Torino | Stadio Marcantonio Bentegodi (7.012 spett.)\| Arbitro: \| Abisso (Palermo) \| |
| Arbitro:                                            | Abisso (Palermo) |               |        |                                                                               |

| Arbitro: | Rocchi (Firenze) |

|          |           |                 |
| Glik 81’ | Marcatori | 3’ (rig.) Ménez |

| Arbitro: | Guida (Torre Annunziata) |

|                                |           |                                        |
| Brienza 43’ (rig.), 85’ (rig.) | Marcatori | 20’ Benassi 22’ Quagliarella 87’ López |

#### Girone di ritorno
| Arbitro: | Irrati (Pistoia) |

|  |           |               |
|  | Marcatori | 90+4’ Moretti |

| Arbitro: | Giacomelli (Trieste) |

|                                                          |           |            |
| Quagliarella 16’, 29’ (rig.), 65’ Amauri 75’ Peres 90+3’ | Marcatori | 77’ Obiang |

| Arbitro: | Fabbri (Ravenna) |

|          |           |                                                        |
| Toni 83’ | Marcatori | 32’ Martínez 50’ (rig.) Quagliarella 90+2’ El Kaddouri |

| Arbitro: | Calvarese (Teramo) |

|                 |           |            |
| El Kaddouri 35’ | Marcatori | 34’ Donsah |

| Arbitro: | Guida (Torre Annunziata) |

|           |           |           |
| Salah 85’ | Marcatori | 87’ Vives |

| Arbitro: | Irrati (Pistoia) |

|          |           |  |
| Glik 68’ | Marcatori |  |

| Arbitro: | Rizzoli (Bologna) |

|                                             |           |                              |
| Di Natale 17’ Molinaro 25’ (aut.) Wague 49’ | Marcatori | 15’ Quagliarella 69’ Benassi |

| Arbitro: | Orsato (Schio) |

|  |           |                   |
|  | Marcatori | 71’, 78’ Anderson |

| Arbitro: | Mariani (Aprilia) |

|  |           |                     |
|  | Marcatori | 18’ López 73’ Basha |

| Arbitro: | Guida (Torre Annunziata) |

|             |           |                           |
| Pinilla 74’ | Marcatori | 20’ Quagliarella 39’ Glik |

| Arbitro: | Irrati (Pistoia) |

|           |           |                     |
| López 64’ | Marcatori | 57’ (rig.) Florenzi |

| Arbitro: | Calvarese (Teramo) |

|                      |           |                         |
| Berardi 45+1’ (rig.) | Marcatori | 59’ (rig.) Quagliarella |

| Arbitro: | Tagliavento (Terni) |

|                              |           |           |
| Darmian 45’ Quagliarella 57’ | Marcatori | 35’ Pirlo |

| Arbitro: | Gervasoni (Mantova) |

|                         |           |                     |
| Vitiello 10’ Rigoni 26’ | Marcatori | 13’ Peres 60’ López |

| Arbitro: | Tommasi (Bassano del Grappa) |

|  |           |                   |
|  | Marcatori | 3’ (aut.) Padelli |

| Arbitro: | Orsato (Schio) |

|                                                            |           |                 |
| Falque 18’ Costa 69’, 90+5’ Bertolacci 87’ Pavoletti 90+2’ | Marcatori | 61’ El Kaddouri |

| Arbitro: | Rocchi (Firenze) |

|                |           |  |
| López 51’, 69’ | Marcatori |  |

| Arbitro: | Valeri (Roma) |

|                                         |           |  |
| El Shaarawy 18’, 65’ Pazzini 57’ (rig.) | Marcatori |  |

| Arbitro: | Di Paolo (Avezzano) |

|                                                     |           |  |
| Martínez 10’ López 16’, 70’ Benassi 31’ Moretti 49’ | Marcatori |  |

### Coppa Italia

#### Fase finale
| Arbitro: | Russo (Nola) |

|              |           |                                        |
| Martínez 49’ | Marcatori | 12’ Keita 29’ Klose 57’ (rig.) Ledesma |

### UEFA Europa League

#### Terzo turno preliminare
| Arbitro: | Gözübüyük |

|  |           |                                      |
|  | Marcatori | 45’ (rig.), 53’ Larrondo 58’ Barreto |

| Arbitro: | Raczkowski |

|                                                                    |           |  |
| Jónsson 4’ (aut.) Darmian 37’ Quagliarella 80’ (rig.) Martinez 90’ | Marcatori |  |

#### Play-off
| Dugopoglie 21 agosto 2014, ore 20:30 UTC+2 Andata | RNK Spalato | 0 – 0 referto | Torino | Stadio Hrvatski Vitezovi (4.522 spett.)\| Arbitro: \| McLean \| |
| Arbitro:                                          | McLean      |               |        |                                                                 |

| Arbitro: | Sidiropoulos |

|                        |           |  |
| El Kaddouri 22’ (rig.) | Marcatori |  |

#### Fase a gironi
| Bruges 18 settembre 2014, ore 19:00 UTC+2 1ª giornata | Club Bruges | 0 – 0 referto | Torino | Stadio Jan Breydel (15.532 spett.)\| Arbitro: \| Özkahya \| |
| Arbitro:                                              | Özkahya     |               |        |                                                             |

| Arbitro: | Gómez |

|                            |           |  |
| Quagliarella 90'+4’ (rig.) | Marcatori |  |

| Arbitro: | Klossner |

|                         |           |  |
| Molinaro 35’ Amauri 58’ | Marcatori |  |

| Arbitro: | Crangle |

|                    |           |                  |
| Baah 60’ Moren 81’ | Marcatori | 90’ Quagliarella |

| Torino 27 novembre 2014, ore 21:05 UTC+1 5ª giornata | Torino  | 0 – 0 referto | Club Bruges | Stadio Olimpico (15.102 spett.)\| Arbitro: \| Nijhuis \| |
| Arbitro:                                             | Nijhuis |               |             |                                                          |

| Arbitro: | Bezborodov |

|            |           |                                                           |
| Amartey 6’ | Marcatori | 15’, 47’ Martínez 42’ (rig.) Amauri 49’ Darmian 53’ Silva |

#### Fase ad eliminazione diretta
| Arbitro: | Koukoulakis |

|                |           |                         |
| López 18’, 42’ | Marcatori | 9’ Williams 73’ Gurpegi |

| Arbitro: | Liany |

|                          |           |                                                 |
| Iraola 44’ de Marcos 61’ | Marcatori | 16’ (rig.) Quagliarella 45+3’ López 68’ Darmian |

| Arbitro: | de Sousa |

|                         |           |  |
| Witsel 38’ Criscito 53’ | Marcatori |  |

| Arbitro: | Jug |

|          |           |  |
| Glik 90’ | Marcatori |  |

## Statistiche

### Statistiche di squadra
| Competizione       | Punti | In casa | In casa | In casa | In casa | In casa | In casa | In trasferta | In trasferta | In trasferta | In trasferta | In trasferta | In trasferta | Totale | Totale | Totale | Totale | Totale | Totale | DR  |
| Competizione       | Punti | G       | V       | N       | P       | Gf      | Gs      | G            | V            | N            | P            | Gf           | Gs           | G      | V      | N      | P      | Gf     | Gs     | DR  |
| ------------------ | ----- | ------- | ------- | ------- | ------- | ------- | ------- | ------------ | ------------ | ------------ | ------------ | ------------ | ------------ | ------ | ------ | ------ | ------ | ------ | ------ | --- |
| Serie A            | 54    | 19      | 8       | 7       | 4       | 25      | 14      | 19           | 6            | 5            | 8            | 23           | 31           | 38     | 14     | 12     | 12     | 48     | 45     | +3  |
| Coppa Italia       | -     | 1       | 0       | 0       | 1       | 1       | 3       | 0            | 0            | 0            | 0            | 0            | 0            | 1      | 0      | 0      | 1      | 1      | 3      | -2  |
| UEFA Europa League | -     | 7       | 5       | 2       | 0       | 11      | 2       | 7            | 3            | 2            | 2            | 12           | 7            | 14     | 8      | 4      | 2      | 23     | 9      | +14 |
| Totale             | -     | 27      | 13      | 9       | 5       | 37      | 19      | 26           | 10           | 7            | 9            | 35           | 38           | 53     | 22     | 16     | 14     | 72     | 57     | +15 |

### Andamento in campionato
| Giornata  | 1  | 2  | 3  | 4  | 5  | 6  | 7  | 8  | 9  | 10 | 11 | 12 | 13 | 14 | 15 | 16 | 17 | 18 | 19 | 20 | 21 | 22 | 23 | 24 | 25 | 26 | 27 | 28 | 29 | 30 | 31 | 32 | 33 | 34 | 35 | 36 | 37 | 38 |
| --------- | -- | -- | -- | -- | -- | -- | -- | -- | -- | -- | -- | -- | -- | -- | -- | -- | -- | -- | -- | -- | -- | -- | -- | -- | -- | -- | -- | -- | -- | -- | -- | -- | -- | -- | -- | -- | -- | -- |
| Luogo     | C  | T  | C  | T  | C  | T  | C  | T  | C  | C  | T  | C  | T  | C  | T  | C  | T  | C  | T  | T  | C  | T  | C  | T  | C  | T  | C  | T  | T  | C  | T  | C  | T  | C  | T  | C  | T  | C  |
| Risultato | N  | P  | P  | V  | N  | P  | V  | P  | V  | N  | P  | P  | P  | N  | N  | V  | N  | N  | V  | V  | V  | V  | N  | N  | V  | P  | P  | V  | V  | N  | N  | V  | N  | P  | P  | V  | P  | V  |
| Posizione | 13 | 17 | 20 | 11 | 12 | 14 | 12 | 13 | 12 | 12 | 14 | 15 | 15 | 17 | 15 | 14 | 14 | 14 | 13 | 13 | 10 | 8  | 9  | 10 | 8  | 8  | 9  | 8  | 7  | 8  | 8  | 8  | 8  | 9  | 9  | 9  | 9  | 9  |

Fonte:  Serie A – Classifiche, su sport.sky.it, Sky Sport. URL consultato il 28 luglio 2014 (archiviato dall'url originale l'11 settembre 2014).
Legenda:

Luogo: C = Casa; T = Trasferta. Risultato: V = Vittoria; N = Pareggio; P = Sconfitta.

### Statistiche dei giocatori
Sono in corsivo i calciatori che hanno lasciato la società a stagione in corso.
| Giocatore       | Serie A  | Serie A | Serie A     | Serie A    | Coppa Italia | Coppa Italia | Coppa Italia | Coppa Italia | Europa League | Europa League | Europa League | Europa League | Totale   | Totale | Totale      | Totale     |
| Giocatore       | Presenze | Reti    | Ammonizioni | Espulsioni | Presenze     | Reti         | Ammonizioni  | Espulsioni   | Presenze      | Reti          | Ammonizioni   | Espulsioni    | Presenze | Reti   | Ammonizioni | Espulsioni |
| --------------- | -------- | ------- | ----------- | ---------- | ------------ | ------------ | ------------ | ------------ | ------------- | ------------- | ------------- | ------------- | -------- | ------ | ----------- | ---------- |
| Amauri          | 20       | 1       | 4           | 0          | 1            | 0            | 1            | 0            | 7             | 2             | 0             | 0             | 28       | 3      | 5           | 0          |
| V. Avramov      | 0        | 0       | 0           | 0          | -            | -            | -            | -            | 0             | 0             | 0             | 0             | 0        | 0      | 0           | 0          |
| P. Barreto      | 1        | 0       | 0           | 0          | 0            | 0            | 0            | 0            | 5             | 1             | 0             | 0             | 6        | 1      | 0           | 0          |
| M. Basha        | 6        | 1       | 1           | 1          | 0            | 0            | 0            | 0            | -             | -             | -             | -             | 6        | 1      | 1           | 1          |
| M. Benassi      | 25       | 3       | 8           | 0          | 0            | 0            | 0            | 0            | 11            | 0             | 4             | 1             | 36       | 3      | 12          | 1          |
| C. Bovo         | 15       | 0       | 4           | 0          | 0            | 0            | 0            | 0            | 6             | 0             | 0             | 0             | 21       | 0      | 4           | 0          |
| L. Castellazzi  | 0        | 0       | 0           | 0          | 1            | -1           | 0            | 0            | 0             | 0             | 0             | 0             | 1        | -1     | 0           | 0          |
| M. Darmian      | 33       | 2       | 2           | 0          | 1            | 0            | 0            | 0            | 13            | 3             | 2             | 0             | 47       | 5      | 4           | 0          |
| O. El Kaddouri  | 32       | 3       | 8           | 1          | 1            | 0            | 0            | 0            | 13            | 1             | 5             | 0             | 46       | 4      | 13          | 1          |
| A. Farnerud     | 22       | 1       | 2           | 0          | 1            | 0            | 0            | 0            | 4             | 0             | 1             | 0             | 27       | 1      | 3           | 0          |
| A. Gazzi        | 30       | 0       | 13          | 0          | 1            | 0            | 1            | 0            | 10            | 0             | 3             | 0             | 41       | 0      | 17          | 0          |
| J.F. Gillet     | 12       | -14     | 0           | 0          | 0            | 0            | 0            | 0            | 2             | 0             | 0             | 0             | 14       | -14    | 0           | 0          |
| K. Glik         | 32       | 7       | 7           | 1          | 1            | 0            | 0            | 0            | 11            | 1             | 2             | 0             | 44       | 8      | 9           | 1          |
| A. Gomis        | -        | -       | -           | -          | -            | -            | -            | -            | 0             | 0             | 0             | 0             | 0        | 0      | 0           | 0          |
| G. Graziano     | 0        | 0       | 0           | 0          | 0            | 0            | 0            | 0            | 1             | 0             | 0             | 0             | 1        | 0      | 0           | 0          |
| A. González     | 4        | 0       | 1           | 0          | -            | -            | -            | -            | -             | -             | -             | -             | 4        | 0      | 1           | 0          |
| S. Ichazo       | 1        | 0       | 0           | 0          | -            | -            | -            | -            | -             | -             | -             | -             | 1        | 0      | 0           | 0          |
| P. Jansson      | 9        | 0       | 2           | 1          | 1            | 0            | 0            | 0            | 6             | 0             | 1             | 0             | 16       | 0      | 3           | 1          |
| M. Larrondo     | 5        | 0       | 0           | 0          | 0            | 0            | 0            | 0            | 6             | 2             | 0             | 0             | 11       | 2      | 0           | 0          |
| F. Lescano      | 1        | 0       | 0           | 0          | 0            | 0            | 0            | 0            | 0             | 0             | 0             | 0             | 1        | 0      | 0           | 0          |
| M. López        | 18       | 8       | 2           | 0          | 1            | 0            | 0            | 0            | 4             | 3             | 1             | 0             | 23       | 11     | 3           | 0          |
| N. Maksimović   | 27       | 0       | 4           | 0          | 1            | 0            | 0            | 0            | 9             | 0             | 0             | 0             | 37       | 0      | 4           | 0          |
| J. Martinez     | 26       | 3       | 0           | 0          | 1            | 1            | 1            | 0            | 13            | 3             | 1             | 0             | 40       | 7      | 2           | 0          |
| S. Masiello     | 1        | 0       | 0           | 0          | 0            | 0            | 0            | 0            | 1             | 0             | 0             | 0             | 2        | 0      | 0           | 0          |
| C. Molinaro     | 24       | 0       | 1           | 1          | 1            | 0            | 0            | 0            | 13            | 1             | 5             | 0             | 38       | 1      | 6           | 1          |
| E. Moretti      | 34       | 2       | 11          | 0          | 1            | 0            | 0            | 0            | 11            | 0             | 2             | 0             | 46       | 2      | 13          | 0          |
| A. Nocerino     | 5        | 0       | 0           | 0          | 0            | 0            | 0            | 0            | 6             | 0             | 0             | 0             | 11       | 0      | 0           | 0          |
| D. Padelli      | 25       | -31     | 3           | 0          | 1            | -2           | 0            | 1            | 12            | -9            | 0             | 0             | 38       | -42    | 3           | 1          |
| B. Peres        | 34       | 3       | 8           | 0          | 0            | 0            | 0            | 0            | -             | -             | -             | -             | 34       | 3      | 8           | 0          |
| R. Pérez        | 6        | 0       | 2           | 0          | 0            | 0            | 0            | 0            | 2             | 0             | 0             | 0             | 8        | 0      | 2           | 0          |
| F. Quagliarella | 33       | 13      | 3           | 0          | 0            | 0            | 0            | 0            | 12            | 4             | 2             | 0             | 45       | 17     | 5           | 0          |
| S. Rosso        | 2        | 0       | 0           | 0          | 0            | 0            | 0            | 0            | 0             | 0             | 0             | 0             | 2        | 0      | 0           | 0          |
| J. Sánchez Miño | 11       | 0       | 1           | 0          | 0            | 0            | 0            | 0            | 3             | 0             | 0             | 0             | 14       | 0      | 1           | 0          |
| G. Silva        | 5        | 0       | 2           | 0          | 0            | 0            | 0            | 0            | 4             | 1             | 0             | 0             | 9        | 1      | 2           | 0          |
| M. Vešović      | 0        | 0       | 0           | 0          | -            | -            | -            | -            | 1             | 0             | 0             | 0             | 1        | 0      | 0           | 0          |
| G. Vives        | 28       | 1       | 8           | 0          | 0            | 0            | 0            | 0            | 7             | 0             | 1             | 1             | 35       | 1      | 9           | 1          |

## Giovanili

### Organigramma societario
Dal sito internet della società:
Area direttiva
- Responsabile Settore Giovanile: Antonio Comi
- Responsabile Organizzativo Settore Giovanile: Massimo Bava
- Responsabile Tecnico Scuola Calcio: Silvano Benedetti
- Responsabile Osservatori Settore Giovanile: Andrea Fabbrini
- Segreteria Settore Giovanile: Vincenzo D'Ambrosio

Area tecnica - Primavera
- Allenatore: Moreno Longo
- Allenatore in seconda: Domenico Rana
- Preparatore Atletico: Paolo Nava
- Preparatore dei portieri: Massimo Ferraris

Area sanitaria
- Medico Coordinatore: Paolo Battaglino
- Medico Primavera: Enrico Buttafarro
- Medico Berretti: Antonio Pastrone
- Medico Allievi Nazionali: Simone Spolaore
- Medico Giovanissimi Nazionali: Giorgio Governale
- Consulente ortopedico: Marco Gatti
- Rieducatore infortuni: Gianluca Serri

### Piazzamenti
- Primavera:
  - Campionato: Vincitore.[116]
  - Coppa Italia: Quarti di finale.
  - Torneo di Viareggio: Ottavi di finale.

- Berretti:
  - Campionato: 1º nel girone A.[117]
- Allievi Nazionali:
  - Campionato: Final Eight.
- Giovanissimi:
  - Campionato: Ottavi di finale.